# Рамень (Нижегородская область)
Рамень — опустевшая деревня в Тонкинском районе Нижегородской области в составе сельского поселения  Вязовский сельсовет.

## География
Находится на расстоянии примерно 14 километров по прямой на восток от районного центра поселка Тонкино.

## Население
Постоянное население  составляло 28 человек (русские 96%) в 2002 году, 0 в 2010 .